# George Culliford
George Culliford (ur. 18 marca 1920 w Napier, zm. 2001) – nowozelandzki pilot, kawaler Orderu Virtuti Militari.

## Życiorys
Absolwent Uniwersytetu Wiktorii oraz University of London. W czasie II wojny światowej był pilotem RAF, za swój udział w akcji Most III został odznaczony Krzyżem Srebrnym Orderu Virtuti Militari.
Po wojnie wykładał język angielski na Uniwersytecie Wiktorii a następnie pracował jako pracownik administracji uniwersyteckiej, był prezesem Wellington Rugby Union. W 1960 był założycielem Palmerston North University College (przekształconego później w Massey University). W 1977 przeszedł na emeryturę.

## Odznaczenia
- Krzyż Srebrny Orderu Virtuti Militari (1944)[4]
- Krzyż Kawalerski Orderu Odrodzenia Polski[2]
- Distinguished Service Order (1944)[5]